# حفلة سمر من أجل خمسة حزيران
حفلة سمر من أجل خمسة حزيران مسرحية للمسرحي السوري سعد الله ونوس كتبها بعد نكسة حزيران 1967 وتتحدث عن الوضع بعد النكسة في المجتمع العربي وأحداث الحرب. منعت المسرحية من العرض في عدد من البلدان العربية ثم عادت للعرض من جديد.

## طبعات
- مجلة مواقف العدد الثالث 1969
- منشورات المسرح الوطني الفلسطيني، 1969.
- دار الآداب، (طبعة ثالثة، 1977 - طبعة رابعة، 1980.)

## ترجمات
- إلى اللغة الفرنسية في عملين أكاديميين، أحدهما في السوربون والآخر في جامعة ليون.
- إلى اللغة الإسبانية، وقد نشرت هذه الترجمة في المجلة المسرحية الإسبانية، PRIMER ACTO، العدد 166.
- إلى اللغة الروسية

## عروض
في السودان 1970
لبنان 1970
سورية 1971
العراق 1972
الجزائر